# Seven de la República Masculino 2021
El Seven de la República Masculino de 2021 fue la trigésimo-séptima edición del torneo de rugby 7 de fin de temporada para uniones regionales afiliadas a la Unión Argentina de Rugby y la trigésima-primera en ser organizada en la ciudad de Paraná, Entre Ríos. Se llevó a cabo el 4 y 5 de diciembre de 2021 en El Plumazo y La Tortuguita, sedes del Club Atlético Estudiantes y Paraná Rowing Club, respectivamente.
En marzo de 2020 y debido a la pandemia de covid-19, la Unión Argentina de Rugby decidió postergar la disputa del trigésimo-séptimo Seven de la República Masculino, habiendo sido originalmente programado a disputarse el 28 y 29 de noviembre de 2020. La nueva fecha elegida fue el 4 y 5 de diciembre de 2021, volviendo en disputarse en conjunto con el Seven de la República Femenino y con el apoyo del gobierno provincial entrerriano. Finalmente, en agosto de 2021, se decidió que el Seven de la República Femenino y el Seven de la República Masculino se disputarían en fechas distintas, tal como había sido el caso en 2019.
La Unión de Rugby de Buenos Aires volvió a gritar campeón luego de seis años, tras imponerse 26-14 ante la Tucumán, defensor del título, en la final de la Copa de Oro. El equipo de las Águilas 7s fue dirigido por Lucas Borges y Pedro Candotti y contó con jugadores como Joaquín Pellandini, Gerónimo Prisciantelli, Alfonso Latorre e Iñaki Delguy, entre otros.
El certamen también contó con un cuadrangular femenino de rugby XV entre las cuatro uniones regionales con más fichajes realizados, en partidos de 30 minutos de duración y con scrum sin disputa. Los cuatro participantes fueron la Unión Entrerriana de Rugby, la Unión Cordobesa de Rugby, la Unión de Rugby de Tucumán y la Unión Andina de Rugby, quien reemplazo a la Unión de Rugby de Buenos Aires, que no pudo asistir al torneo por compromisos asumidos con anterioridad a la organización del evento.

## Equipos participantes
Participaron del torneo veintiocho equipos: dieciséis en la Zona Campeonato y doce en la Zona Ascenso.
| División                   | Equipo              | Unión                                                |
| -------------------------- | ------------------- | ---------------------------------------------------- |
| Zona Campeonato 16 equipos | Buenos Aires        | Unión de Rugby de Buenos Aires                       |
| Zona Campeonato 16 equipos | Córdoba             | Unión Cordobesa de Rugby                             |
| Zona Campeonato 16 equipos | Cuyo                | Unión de Rugby de Cuyo                               |
| Zona Campeonato 16 equipos | Entre Ríos          | Unión Entrerriana de Rugby                           |
| Zona Campeonato 16 equipos | Entre Ríos B        | Unión Entrerriana de Rugby                           |
| Zona Campeonato 16 equipos | Lagos del Sur       | Unión de Rugby de los Lagos del Sur                  |
| Zona Campeonato 16 equipos | Mar del Plata       | Unión de Rugby de Mar del Plata                      |
| Zona Campeonato 16 equipos | Misiones            | Unión de Rugby de Misiones                           |
| Zona Campeonato 16 equipos | Nordeste            | Unión de Rugby del Nordeste                          |
| Zona Campeonato 16 equipos | Rosario             | Unión de Rugby de Rosario                            |
| Zona Campeonato 16 equipos | San Juan            | Unión Sanjuanina de Rugby                            |
| Zona Campeonato 16 equipos | Santa Fe            | Unión Santafesina de Rugby                           |
| Zona Campeonato 16 equipos | Santiago del Estero | Unión Santiagueña de Rugby                           |
| Zona Campeonato 16 equipos | Sur                 | Unión de Rugby del Sur                               |
| Zona Campeonato 16 equipos | Tucumán             | Unión de Rugby de Tucumán                            |
| Zona Campeonato 16 equipos | Uruguay             | Unión de Rugby del Uruguay                           |
| Zona Ascenso 12 equipos    | Alto Valle          | Unión de Rugby del Alto Valle de Río Negro y Neuquén |
| Zona Ascenso 12 equipos    | Andina              | Unión Andina de Rugby                                |
| Zona Ascenso 12 equipos    | Austral             | Unión de Rugby Austral                               |
| Zona Ascenso 12 equipos    | Chubut              | Unión de Rugby del Valle del Chubut                  |
| Zona Ascenso 12 equipos    | Formosa             | Unión de Rugby de Formosa                            |
| Zona Ascenso 12 equipos    | Jujuy               | Unión Jujeña de Rugby                                |
| Zona Ascenso 12 equipos    | Oeste               | Unión de Rugby del Oeste de Buenos Aires             |
| Zona Ascenso 12 equipos    | Paraguay            | Unión de Rugby del Paraguay                          |
| Zona Ascenso 12 equipos    | Salta               | Unión de Rugby de Salta                              |
| Zona Ascenso 12 equipos    | San Luis            | Unión Santafesina de Rugby                           |
| Zona Ascenso 12 equipos    | Santa Cruz          | Unión Santacruceña de Rugby                          |
| Zona Ascenso 12 equipos    | Tierra del Fuego    | Unión de Rugby de Tierra del Fuego                   |

En cursiva los seleccionados internacionales invitados.
Entre Ríos B, el conjunto alternativo de la Unión Entrerriana de Rugby que participó de la Zona Ascenso en las últimas dos temporadas en reemplazo del seleccionado de Brasil, participó de la Zona Campeonato durante esta temporada debido a la ausencia del seleccionado de Chile. Además, la Unión Santacruceña de Rugby participó por primera vez del torneo, ingresando en la Zona Ascenso.

## Formato
Los veintiocho equipos fueron divididos en dos categorías: Zona Campeonato (dieciséis equipos) y Zona Ascenso (doce equipos). Ambas zonas se dividieron en grupos que se resolvieron con el sistema de todos contra todos a una sola ronda; la victoria otorgando 2 puntos, el empate 1 y la derrota 0 puntos. Todos los grupos fueron organizados de acuerdo a la posición final que cada equipo obtuvo en la edición anterior.
Zona Campeonato
La Zona Campeonato estuvo compuesta por cuatro grupos de cuatro equipos cada uno. Una vez resueltos los grupos, todos los equipos clasificaron a llaves finales (disputadas a eliminación directa) dependiendo de su posición: los dos mejores equipos de cada grupo clasificaron a los cuartos de final de la Copas de Oro, mientras que los 3.° y 4.° clasificaron a los cuartos de final de la Copa de Bronce. 
Los equipos eliminados en cuartos de final de la Copa de Oro clasificaron a las semifinales de la Copa de Plata, mientras que los eliminados en cuartos de final de la Copa de Bronce clasificaron a las semifinales de la Copa Posicionamiento. El ganador de la Copa de Oro obtuvo el título.
Zona Ascenso
La Zona Ascenso estuvo compuesta por cuatro grupos de tres equipos cada uno. Los dos mejores equipos de cada grupo clasificaron a los cuartos de final por el Ascenso. Por otro lado, los terceros clasificaron a un grupo final para determinar las últimas cuatro posiciones de la tabla (25.° al 28.°).
El ganador de esta llave es el campeón de la Zona Ascenso.

## Zona Campeonato

### Zona 1
| Pos. | Equipos      | Partidos | Partidos | Partidos | Tantos | Tantos | Tantos | Pts. |
| Pos. | Equipos      | G        | E        | P        | PF     | PC     | DP     | Pts. |
| ---- | ------------ | -------- | -------- | -------- | ------ | ------ | ------ | ---- |
| 1.°  | Tucumán      | 3        | 0        | 0        | 110    | 12     | +98    | 6    |
| 2.°  | San Juan     | 2        | 0        | 1        | 66     | 57     | +9     | 4    |
| 3.°  | Misiones     | 1        | 0        | 2        | 52     | 72     | -20    | 2    |
| 4.°  | Entre Ríos B | 0        | 0        | 3        | 15     | 102    | -87    | 0    |

|  | Clasifica a Copa de Oro.    |
|  | Clasifica a Copa de Bronce. |

| 4 de diciembre | Tucumán | 41 - 0  | Entre Ríos B | CA Estudiantes, Paraná |  |
|                |         | Reporte |              |                        |  |

| 4 de diciembre | Misiones | 19 - 26 | San Juan | CA Estudiantes, Paraná |  |
|                |          | Reporte |          |                        |  |

| 4 de diciembre | Tucumán | 33 - 5  | San Juan | CA Estudiantes, Paraná |  |
|                |         | Reporte |          |                        |  |

| 4 de diciembre | Misiones | 26 - 10 | Entre Ríos B | CA Estudiantes, Paraná |  |
|                |          | Reporte |              |                        |  |

| 4 de diciembre | Tucumán | 36 - 7 | Misiones | CA Estudiantes, Paraná |  |
|                |         | Reporte [https://uar.com.ar/fixture-confirmado-para-el-seven-de-la-republica-masculino/ rugby-uar Reporte] |          |                        |  |

| 4 de diciembre | San Juan | 35 - 5  | Entre Ríos B | Paraná Rowing Club, Paraná |  |
|                |          | Reporte |              |                            |  |

### Zona 2
| Pos. | Equipos         | Partidos | Partidos | Partidos | Tantos | Tantos | Tantos | Pts. |
| Pos. | Equipos         | G        | E        | P        | PF     | PC     | DP     | Pts. |
| ---- | --------------- | -------- | -------- | -------- | ------ | ------ | ------ | ---- |
| 1.°  | Santa Fe        | 2        | 0        | 1        | 60     | 36     | +24    | 4    |
| 2.°  | Sgo. del Estero | 2        | 0        | 1        | 36     | 29     | +7     | 4    |
| 3.°  | Uruguay         | 2        | 0        | 1        | 43     | 48     | -5     | 4    |
| 4.°  | Sur             | 0        | 0        | 3        | 36     | 62     | -26    | 0    |

|  | Clasifica a Copa de Oro.    |
|  | Clasifica a Copa de Bronce. |

| 4 de diciembre | Uruguay | 24 - 12 | Sur | Paraná Rowing Club, Paraná |  |
|                |         | Reporte |     |                            |  |

| 4 de diciembre | Santa Fe | 10 - 12 | Sgo. del Estero | Paraná Rowing Club, Paraná |  |
|                |          | Reporte |                 |                            |  |

| 4 de diciembre | Uruguay | 14 - 12 | Sgo. del Estero | Paraná Rowing Club, Paraná |  |
|                |         | Reporte |                 |                            |  |

| 4 de diciembre | Santa Fe | 26 - 19 | Sur | Paraná Rowing Club, Paraná |  |
|                |          | Reporte |     |                            |  |

| 4 de diciembre | Uruguay | 5 - 24  | Santa Fe | CA Estudiantes, Paraná |  |
|                |         | Reporte |          |                        |  |

| 4 de diciembre | Sgo. del Estero | 12 - 5  | Sur | Paraná Rowing Club, Paraná |  |
|                |                 | Reporte |     |                            |  |

### Zona 3
| Pos. | Equipos       | Partidos | Partidos | Partidos | Tantos | Tantos | Tantos | Pts. |
| Pos. | Equipos       | G        | E        | P        | PF     | PC     | DP     | Pts. |
| ---- | ------------- | -------- | -------- | -------- | ------ | ------ | ------ | ---- |
| 1.°  | Córdoba       | 3        | 0        | 0        | 79     | 22     | +57    | 6    |
| 2.°  | Rosario       | 2        | 0        | 1        | 46     | 24     | +22    | 4    |
| 3.°  | Mar del Plata | 1        | 0        | 2        | 50     | 55     | -5     | 2    |
| 4.°  | Lagos del Sur | 0        | 0        | 3        | 12     | 86     | -74    | 0    |

|  | Clasifica a Copa de Oro.    |
|  | Clasifica a Copa de Bronce. |

| 4 de diciembre | Córdoba | 24 - 0 | Lagos del Sur | CA Estudiantes, Paraná |  |
|                |         | Reporte [https://uar.com.ar/fixture-confirmado-para-el-seven-de-la-republica-masculino/ rugby-uar Reporte] |               |                        |  |

| 4 de diciembre | Rosario | 7 - 5   | Mar del Plata | CA Estudiantes, Paraná |  |
|                |         | Reporte |               |                        |  |

| 4 de diciembre | Córdoba | 36 - 17 | Mar del Plata | CA Estudiantes, Paraná |  |
|                |         | Reporte |               |                        |  |

| 4 de diciembre | Rosario | 34 - 0  | Lagos del Sur | CA Estudiantes, Paraná |  |
|                |         | Reporte |               |                        |  |

| 4 de diciembre | Córdoba | 19 - 5  | Rosario | CA Estudiantes, Paraná |  |
|                |         | Reporte |         |                        |  |

| 4 de diciembre | Mar del Plata | 28 - 12 | Lagos del Sur | Paraná Rowing Club, Paraná |  |
|                |               | Reporte |               |                            |  |

### Zona 4
| Pos. | Equipos      | Partidos | Partidos | Partidos | Tantos | Tantos | Tantos | Pts. |
| Pos. | Equipos      | G        | E        | P        | PF     | PC     | DP     | Pts. |
| ---- | ------------ | -------- | -------- | -------- | ------ | ------ | ------ | ---- |
| 1.°  | Buenos Aires | 3        | 0        | 0        | 87     | 24     | +63    | 6    |
| 2.°  | Entre Ríos   | 1        | 0        | 2        | 57     | 61     | -4     | 2    |
| 3.°  | Cuyo         | 1        | 0        | 2        | 50     | 83     | -33    | 2    |
| 4.°  | Nordeste     | 1        | 0        | 2        | 43     | 69     | -26    | 2    |

|  | Clasifica a Copa de Oro.    |
|  | Clasifica a Copa de Bronce. |

| 4 de diciembre | Nordeste | 14 - 12 | Entre Ríos | CA Estudiantes, Paraná |  |
|                |          | Reporte |            |                        |  |

| 4 de diciembre | Buenos Aires | 33 - 0  | Cuyo | Paraná Rowing Club, Paraná |  |
|                |              | Reporte |      |                            |  |

| 4 de diciembre | Nordeste | 12 - 31 | Cuyo | Paraná Rowing Club, Paraná |  |
|                |          | Reporte |      |                            |  |

| 4 de diciembre | Buenos Aires | 28 - 7  | Entre Ríos | CA Estudiantes, Paraná |  |
|                |              | Reporte |            |                        |  |

| 4 de diciembre | Nordeste | 17 - 26 | Buenos Aires | Paraná Rowing Club, Paraná |  |
|                |          | Reporte |              |                            |  |

| 4 de diciembre | Cuyo | 19 - 38 | Entre Ríos | CA Estudiantes, Paraná |  |
|                |      | Reporte |            |                        |  |

## Zona Ascenso

### Zona 5
| Pos. | Equipos | Partidos | Partidos | Partidos | Tantos | Tantos | Tantos | Pts. |
| Pos. | Equipos | G        | E        | P        | PF     | PC     | DP     | Pts. |
| ---- | ------- | -------- | -------- | -------- | ------ | ------ | ------ | ---- |
| 1.°  | Salta   | 2        | 0        | 0        | 74     | 10     | +64    | 4    |
| 2.°  | Formosa | 1        | 0        | 1        | 33     | 60     | -27    | 2    |
| 3.°  | Austral | 0        | 0        | 2        | 31     | 68     | -37    | 0    |

|  | Cuartos de final de Ascenso             |
|  | Grupo reubicación (25.° al 28.° puesto) |

| 4 de diciembre | Salta | 40 - 5  | Austral | CA Estudiantes, Paraná |  |
|                |       | Reporte |         |                        |  |

| 4 de diciembre | Formosa | 28 - 26 | Austral | CA Estudiantes, Paraná |  |
|                |         | Reporte |         |                        |  |

| 4 de diciembre | Salta | 34 - 5  | Formosa | Paraná Rowing Club, Paraná |  |
|                |       | Reporte |         |                            |  |

### Zona 6
| Pos. | Equipos          | Partidos | Partidos | Partidos | Tantos | Tantos | Tantos | Pts. |
| Pos. | Equipos          | G        | E        | P        | PF     | PC     | DP     | Pts. |
| ---- | ---------------- | -------- | -------- | -------- | ------ | ------ | ------ | ---- |
| 1.°  | Tierra del Fuego | 2        | 0        | 0        | 44     | 0      | +44    | 4    |
| 2.°  | Andina           | 1        | 0        | 1        | 21     | 22     | -1     | 2    |
| 3.°  | San Luis         | 0        | 0        | 2        | 7      | 50     | -43    | 0    |

|  | Cuartos de final de Ascenso             |
|  | Grupo reubicación (25.° al 28.° puesto) |

| 4 de diciembre | Tierra del Fuego | 29 - 0  | San Luis | Paraná Rowing Club, Paraná |  |
|                |                  | Reporte |          |                            |  |

| 4 de diciembre | Andina | 21 - 7  | San Luis | Paraná Rowing Club, Paraná |  |
|                |        | Reporte |          |                            |  |

| 4 de diciembre | Tierra del Fuego | 15 - 0  | Andina | CA Estudiantes, Paraná |  |
|                |                  | Reporte |        |                        |  |

### Zona 7
| Pos. | Equipos  | Partidos | Partidos | Partidos | Tantos | Tantos | Tantos | Pts. |
| Pos. | Equipos  | G        | E        | P        | PF     | PC     | DP     | Pts. |
| ---- | -------- | -------- | -------- | -------- | ------ | ------ | ------ | ---- |
| 1.°  | Paraguay | 2        | 0        | 0        | 68     | 19     | +49    | 4    |
| 2.°  | Oeste    | 1        | 0        | 1        | 38     | 28     | +10    | 2    |
| 3.°  | Jujuy    | 0        | 0        | 2        | 0      | 59     | -59    | 0    |

|  | Cuartos de final de Ascenso             |
|  | Grupo reubicación (25.° al 28.° puesto) |

| 4 de diciembre | Paraguay | 40 - 0  | Jujuy | CA Estudiantes, Paraná |  |
|                |          | Reporte |       |                        |  |

| 4 de diciembre | Oeste | 19 - 0  | Jujuy | CA Estudiantes, Paraná |  |
|                |       | Reporte |       |                        |  |

| 4 de diciembre | Paraguay | 28 - 19 | Oeste | Paraná Rowing Club, Paraná |  |
|                |          | Reporte |       |                            |  |

### Zona 8
| Pos. | Equipos    | Partidos | Partidos | Partidos | Tantos | Tantos | Tantos | Pts. |
| Pos. | Equipos    | G        | E        | P        | PF     | PC     | DP     | Pts. |
| ---- | ---------- | -------- | -------- | -------- | ------ | ------ | ------ | ---- |
| 1.°  | Alto Valle | 2        | 0        | 0        | 73     | 7      | +66    | 4    |
| 2.°  | Chubut     | 1        | 0        | 1        | 52     | 33     | +19    | 2    |
| 3.°  | Santa Cruz | 0        | 0        | 2        | 14     | 99     | -85    | 0    |

|  | Cuartos de final de Ascenso             |
|  | Grupo reubicación (25.° al 28.° puesto) |

| 4 de diciembre | Chubut | 52 - 7  | Santa Cruz | CA Estudiantes, Paraná |  |
|                |        | Reporte |            |                        |  |

| 4 de diciembre | Alto Valle | 47 - 7  | Santa Cruz | CA Estudiantes, Paraná |  |
|                |            | Reporte |            |                        |  |

| 4 de diciembre | Chubut | 0 - 26  | Alto Valle | CA Estudiantes, Paraná |  |
|                |        | Reporte |            |                        |  |

## Fase final

### Copa de Oro
|  | Cuartos de final | Cuartos de final | Cuartos de final |              |          | Semifinales | Semifinales | Semifinales |  |         | Final Oro | Final Oro | Final Oro |  |
|  |                  |                  |                  |              |          |             |             |             |  |         |           |           |           |  |
|  |                  |                  |                  |              |          |             |             |             |  |         |           |           |           |  |
|  | Tucumán          | Tucumán          | 17               |              |          |             |             |             |  |         |           |           |           |  |
|  | Tucumán          | Tucumán          | 17               |              |          |             |             |             |  |         |           |           |           |  |
|  | Entre Ríos       | Entre Ríos       | 12               |              |          |             |             |             |  |         |           |           |           |  |
|  | Entre Ríos       | Entre Ríos       | 12               |              | Tucumán  | Tucumán     | 29          |             |  |         |           |           |           |  |
|  |                  |                  |                  |              | Tucumán  | Tucumán     | 29          |             |  |         |           |           |           |  |
|  |                  |                  | Córdoba          | Córdoba      | 7        |             |             |             |  |         |           |           |           |  |
|  | Córdoba          | Córdoba          | Córdoba          | Córdoba      | 7        | 35          |             |             |  |         |           |           |           |  |
|  | Córdoba          | Córdoba          |                  |              |          |             |             |             |  |         |           |           |           |  |
|  | Sgo. del Estero  | Sgo. del Estero  | 0                |              |          |             |             |             |  |         |           |           |           |  |
|  | Sgo. del Estero  | Sgo. del Estero  | 0                |              |          |             |             |             |  | Tucumán | Tucumán   | 14        |           |  |
|  |                  |                  |                  |              |          |             |             |             |  | Tucumán | Tucumán   | 14        |           |  |
|  |                  |                  | Buenos Aires     | Buenos Aires | 26       |             |             |             |  |         |           |           |           |  |
|  | Santa Fe         | Santa Fe         | Buenos Aires     | Buenos Aires | 26       | 19          |             |             |  |         |           |           |           |  |
|  | Santa Fe         | Santa Fe         |                  |              |          |             |             |             |  |         |           |           |           |  |
|  | Rosario          | Rosario          | 5                |              |          |             |             |             |  |         |           |           |           |  |
|  | Rosario          | Rosario          | 5                |              | Santa Fe | Santa Fe    | 19          |             |  |         |           |           |           |  |
|  |                  |                  |                  |              | Santa Fe | Santa Fe    | 19          |             |  |         |           |           |           |  |
|  |                  |                  | Buenos Aires     | Buenos Aires | 29       |             |             |             |  |         |           |           |           |  |
|  | Buenos Aires     | Buenos Aires     | Buenos Aires     | Buenos Aires | 29       | 31          |             |             |  |         |           |           |           |  |
|  | Buenos Aires     | Buenos Aires     |                  |              |          |             |             |             |  |         |           |           |           |  |
|  | San Juan         | San Juan         | 5                |              |          |             |             |             |  |         |           |           |           |  |
|  | San Juan         | San Juan         | 5                |              |          |             |             |             |  |         |           |           |           |  |
|  |                  |                  |                  |              |          |             |             |             |  |         |           |           |           |  |

#### Copa de Plata
|  | Semifinales     | Semifinales     | Semifinales |          |            | Final Plata | Final Plata | Final Plata |  |
|  |                 |                 |             |          |            |             |             |             |  |
|  |                 |                 |             |          |            |             |             |             |  |
|  | Entre Ríos      | Entre Ríos      | 33          |          |            |             |             |             |  |
|  | Entre Ríos      | Entre Ríos      | 33          |          |            |             |             |             |  |
|  | Sgo. del Estero | Sgo. del Estero | 5           |          |            |             |             |             |  |
|  | Sgo. del Estero | Sgo. del Estero | 5           |          | Entre Ríos | Entre Ríos  | 19          |             |  |
|  |                 |                 |             |          | Entre Ríos | Entre Ríos  | 19          |             |  |
|  |                 |                 | San Juan    | San Juan | 7          |             |             |             |  |
|  | Rosario         | Rosario         | San Juan    | San Juan | 7          | 5           |             |             |  |
|  | Rosario         | Rosario         |             |          |            | 5           |             |             |  |
|  | San Juan        | San Juan        | 19          |          |            |             |             |             |  |
|  | San Juan        | San Juan        | 19          |          |            |             |             |             |  |
|  |                 |                 |             |          |            |             |             |             |  |

### Copa de Bronce
|  | Cuartos de final | Cuartos de final | Cuartos de final |               |               | Semifinales   | Semifinales | Semifinales |  |               | Final Bronce  | Final Bronce | Final Bronce |  |
|  |                  |                  |                  |               |               |               |             |             |  |               |               |              |              |  |
|  |                  |                  |                  |               |               |               |             |             |  |               |               |              |              |  |
|  | Misiones         | Misiones         | 7                |               |               |               |             |             |  |               |               |              |              |  |
|  | Misiones         | Misiones         | 7                |               |               |               |             |             |  |               |               |              |              |  |
|  | Nordeste         | Nordeste         | 19               |               |               |               |             |             |  |               |               |              |              |  |
|  | Nordeste         | Nordeste         | 19               |               | Nordeste      | Nordeste      | 19          |             |  |               |               |              |              |  |
|  |                  |                  |                  |               | Nordeste      | Nordeste      | 19          |             |  |               |               |              |              |  |
|  |                  |                  | Mar del Plata    | Mar del Plata | 33            |               |             |             |  |               |               |              |              |  |
|  | Mar del Plata    | Mar del Plata    | Mar del Plata    | Mar del Plata | 33            | 43            |             |             |  |               |               |              |              |  |
|  | Mar del Plata    | Mar del Plata    |                  |               |               |               |             |             |  |               |               |              |              |  |
|  | Sur              | Sur              | 21               |               |               |               |             |             |  |               |               |              |              |  |
|  | Sur              | Sur              | 21               |               |               |               |             |             |  | Mar del Plata | Mar del Plata | 12           |              |  |
|  |                  |                  |                  |               |               |               |             |             |  | Mar del Plata | Mar del Plata | 12           |              |  |
|  |                  |                  | Cuyo             | Cuyo          | 26            |               |             |             |  |               |               |              |              |  |
|  | Uruguay          | Uruguay          | Cuyo             | Cuyo          | 26            | 12            |             |             |  |               |               |              |              |  |
|  | Uruguay          | Uruguay          |                  |               |               |               |             |             |  |               |               |              |              |  |
|  | Lagos del Sur    | Lagos del Sur    | 19               |               |               |               |             |             |  |               |               |              |              |  |
|  | Lagos del Sur    | Lagos del Sur    | 19               |               | Lagos del Sur | Lagos del Sur | 19          |             |  |               |               |              |              |  |
|  |                  |                  |                  |               | Lagos del Sur | Lagos del Sur | 19          |             |  |               |               |              |              |  |
|  |                  |                  | Cuyo             | Cuyo          | 24            |               |             |             |  |               |               |              |              |  |
|  | Cuyo             | Cuyo             | Cuyo             | Cuyo          | 24            | 33            |             |             |  |               |               |              |              |  |
|  | Cuyo             | Cuyo             |                  |               |               |               |             |             |  |               |               |              |              |  |
|  | Entre Ríos B     | Entre Ríos B     | 0                |               |               |               |             |             |  |               |               |              |              |  |
|  | Entre Ríos B     | Entre Ríos B     | 0                |               |               |               |             |             |  |               |               |              |              |  |
|  |                  |                  |                  |               |               |               |             |             |  |               |               |              |              |  |

#### Copa Posicionamiento
|  | Semifinales  | Semifinales  | Semifinales |         |          | Final 13.° puesto | Final 13.° puesto | Final 13.° puesto |  |
|  |              |              |             |         |          |                   |                   |                   |  |
|  |              |              |             |         |          |                   |                   |                   |  |
|  | Misiones     | Misiones     | 34          |         |          |                   |                   |                   |  |
|  | Misiones     | Misiones     | 34          |         |          |                   |                   |                   |  |
|  | Sur          | Sur          | 7           |         |          |                   |                   |                   |  |
|  | Sur          | Sur          | 7           |         | Misiones | Misiones          | 7                 |                   |  |
|  |              |              |             |         | Misiones | Misiones          | 7                 |                   |  |
|  |              |              | Uruguay     | Uruguay | 26       |                   |                   |                   |  |
|  | Uruguay      | Uruguay      | Uruguay     | Uruguay | 26       | 24                |                   |                   |  |
|  | Uruguay      | Uruguay      |             |         |          | 24                |                   |                   |  |
|  | Entre Ríos B | Entre Ríos B | 17          |         |          | Final Descenso    | Final Descenso    | Final Descenso    |  |
|  | Entre Ríos B | Entre Ríos B | 17          |         |          | Final Descenso    | Final Descenso    | Final Descenso    |  |
|  |              |              |             |         |          |                   |                   |                   |  |
|  |              |              |             |         |          | Sur               |                   |                   |  |
|  |              |              |             |         |          |                   |                   |                   |  |
|  |              |              |             |         |          | Entre Ríos B      |                   |                   |  |
|  |              |              |             |         |          |                   |                   |                   |  |
|  |              |              |             |         |          |                   |                   |                   |  |

### Ascenso
|  | Cuartos de final | Cuartos de final | Cuartos de final |                  |          | Semifinales | Semifinales | Semifinales |                  |                   | Final Ascenso     | Final Ascenso     | Final Ascenso |  |
|  |                  |                  |                  |                  |          |             |             |             |                  |                   |                   |                   |               |  |
|  |                  |                  |                  |                  |          |             |             |             |                  |                   |                   |                   |               |  |
|  | Salta            | Salta            | 31               |                  |          |             |             |             |                  |                   |                   |                   |               |  |
|  | Salta            | Salta            | 31               |                  |          |             |             |             |                  |                   |                   |                   |               |  |
|  | Chubut           | Chubut           | 0                |                  |          |             |             |             |                  |                   |                   |                   |               |  |
|  | Chubut           | Chubut           | 0                |                  | Salta    | Salta       | 12          |             |                  |                   |                   |                   |               |  |
|  |                  |                  |                  |                  | Salta    | Salta       | 12          |             |                  |                   |                   |                   |               |  |
|  |                  |                  | Tierra del Fuego | Tierra del Fuego | 7        |             |             |             |                  |                   |                   |                   |               |  |
|  | Tierra del Fuego | Tierra del Fuego | Tierra del Fuego | Tierra del Fuego | 7        | 19          |             |             |                  |                   |                   |                   |               |  |
|  | Tierra del Fuego | Tierra del Fuego |                  |                  |          |             |             |             |                  |                   |                   |                   |               |  |
|  | Oeste            | Oeste            | 12               |                  |          |             |             |             |                  |                   |                   |                   |               |  |
|  | Oeste            | Oeste            | 12               |                  |          |             |             |             |                  | Salta             | Salta             | 17                |               |  |
|  |                  |                  |                  |                  |          |             |             |             |                  | Salta             | Salta             | 17                |               |  |
|  |                  |                  | Alto Valle       | Alto Valle       | 12       |             |             |             |                  |                   |                   |                   |               |  |
|  | Paraguay         | Paraguay         | Alto Valle       | Alto Valle       | 12       | 28          |             |             |                  |                   |                   |                   |               |  |
|  | Paraguay         | Paraguay         |                  |                  |          |             |             |             |                  |                   |                   |                   |               |  |
|  | Andina           | Andina           | 0                |                  |          |             |             |             |                  |                   |                   |                   |               |  |
|  | Andina           | Andina           | 0                |                  | Paraguay | Paraguay    | 12          |             |                  | Final 19.° puesto | Final 19.° puesto | Final 19.° puesto |               |  |
|  |                  |                  |                  |                  | Paraguay | Paraguay    | 12          |             |                  | Final 19.° puesto | Final 19.° puesto | Final 19.° puesto |               |  |
|  |                  |                  | Alto Valle       | Alto Valle       | 29       |             |             |             |                  |                   |                   |                   |               |  |
|  | Alto Valle       | Alto Valle       | Alto Valle       | Alto Valle       | 29       | 31          |             |             | Tierra del Fuego | Tierra del Fuego  | 19                |                   |               |  |
|  | Alto Valle       | Alto Valle       |                  |                  |          |             |             |             | Tierra del Fuego | Tierra del Fuego  | 19                |                   |               |  |
|  | Formosa          | Formosa          | 19               |                  |          |             |             |             |                  |                   | Paraguay          | Paraguay          | 5             |  |
|  | Formosa          | Formosa          | 19               |                  |          |             |             |             |                  |                   | Paraguay          | Paraguay          | 5             |  |
|  |                  |                  |                  |                  |          |             |             |             |                  |                   |                   |                   |               |  |

#### Reubicación Ascenso (21.° al 24.° puesto)
|  | Semifinales | Semifinales | Semifinales |        |       | Final 21.° puesto | Final 21.° puesto | Final 21.° puesto |  |
|  |             |             |             |        |       |                   |                   |                   |  |
|  |             |             |             |        |       |                   |                   |                   |  |
|  | Chubut      | Chubut      | 5           |        |       |                   |                   |                   |  |
|  | Chubut      | Chubut      | 5           |        |       |                   |                   |                   |  |
|  | Oeste       | Oeste       | 19          |        |       |                   |                   |                   |  |
|  | Oeste       | Oeste       | 19          |        | Oeste | Oeste             | 31                |                   |  |
|  |             |             |             |        | Oeste | Oeste             | 31                |                   |  |
|  |             |             | Andina      | Andina | 0     |                   |                   |                   |  |
|  | Andina      | Andina      | Andina      | Andina | 0     | 21                |                   |                   |  |
|  | Andina      | Andina      |             |        |       | 21                |                   |                   |  |
|  | Formosa     | Formosa     | 5           |        |       | Final 23.° puesto | Final 23.° puesto | Final 23.° puesto |  |
|  | Formosa     | Formosa     | 5           |        |       | Final 23.° puesto | Final 23.° puesto | Final 23.° puesto |  |
|  |             |             |             |        |       |                   |                   |                   |  |
|  |             |             |             |        |       | Chubut            | Chubut            | 17                |  |
|  |             |             |             |        |       | Chubut            | Chubut            | 17                |  |
|  |             |             |             |        |       | Formosa           | Formosa           | 20                |  |
|  |             |             |             |        |       | Formosa           | Formosa           | 20                |  |
|  |             |             |             |        |       |                   |                   |                   |  |

### Reubicación Ascenso (25.° al 28.° puesto)
| Pos. | Equipos    | Partidos | Partidos | Partidos | Tantos | Tantos | Tantos | Pts. |
| Pos. | Equipos    | G        | E        | P        | PF     | PC     | DP     | Pts. |
| ---- | ---------- | -------- | -------- | -------- | ------ | ------ | ------ | ---- |
| 25.° | Austral    | 3        | 0        | 0        | 106    | 5      | +101   | 6    |
| 26.° | San Luis   | 2        | 0        | 1        | 55     | 42     | +13    | 4    |
| 27.° | Jujuy      | 1        | 0        | 2        | 43     | 86     | -43    | 2    |
| 28.° | Santa Cruz | 0        | 0        | 3        | 24     | 95     | -71    | 0    |

| 5 de diciembre | Austral | 42 - 0  | Santa Cruz | CA Estudiantes, Paraná |  |
|                |         | Reporte |            |                        |  |

| 5 de diciembre | San Luis | 26 - 14 | Jujuy | CA Estudiantes, Paraná |  |
|                |          | Reporte |       |                        |  |

| 5 de diciembre | Austral | 43 - 5  | Jujuy | Paraná Rowing Club, Paraná |  |
|                |         | Reporte |       |                            |  |

| 5 de diciembre | San Luis | 29 - 7  | Santa Cruz | CA Estudiantes, Paraná |  |
|                |          | Reporte |            |                        |  |

| 5 de diciembre | Austral | 21 - 0  | San Luis | CA Estudiantes, Paraná |  |
|                |         | Reporte |          |                        |  |

| 5 de diciembre | Jujuy | 24 - 17 | Santa Cruz | CA Estudiantes, Paraná |  |
|                |       | Reporte |            |                        |  |

## Tabla de posiciones
Por decisión de la Unión Argentina de Rugby y a raíz de los efectos de la pandemia, no se produjeron ascensos ni descensos en sus competencias oficiales en la temporada 2021. Debido a esto, la Unión de Rugby de Salta no ascendió a la Zona Campeonato de 2022 a pesar de haber ganado la Zona Ascenso.
| 1.°  | Buenos Aires     | 6 | 0 | 0 | 173 | 62  | +111 |
| 2.°  | Tucumán          | 5 | 0 | 1 | 170 | 57  | +113 |
| 3.°  | Santa Fe         | 3 | 0 | 2 | 98  | 70  | +28  |
| 4.°  | Córdoba          | 4 | 0 | 1 | 121 | 51  | +70  |
| 5.°  | Entre Ríos       | 3 | 0 | 3 | 121 | 90  | +31  |
| 6.°  | San Juan         | 3 | 0 | 3 | 97  | 112 | -15  |
| 7.°  | Sgo. del Estero  | 2 | 0 | 3 | 41  | 97  | -56  |
| 8.°  | Rosario          | 2 | 0 | 3 | 56  | 62  | -6   |
| 9.°  | Cuyo             | 4 | 0 | 2 | 133 | 114 | +19  |
| 10.° | Mar del Plata    | 3 | 0 | 3 | 138 | 121 | +17  |
| 11.° | Lagos del Sur    | 1 | 0 | 4 | 50  | 122 | -72  |
| 12.° | Nordeste         | 2 | 0 | 3 | 81  | 109 | -28  |
| 13.° | Uruguay          | 4 | 0 | 2 | 105 | 91  | +14  |
| 14.° | Misiones         | 2 | 0 | 4 | 100 | 124 | -24  |
| 15.° | Sur              | 0 | 0 | 5 | 64  | 139 | -75  |
| 16.° | Entre Ríos B     | 0 | 0 | 5 | 32  | 159 | -127 |
| 17.° | Salta            | 5 | 0 | 0 | 134 | 29  | +105 |
| 18.° | Alto Valle       | 4 | 0 | 1 | 145 | 55  | +90  |
| 19.° | Tierra del Fuego | 4 | 0 | 1 | 89  | 29  | +60  |
| 20.° | Paraguay         | 3 | 0 | 2 | 113 | 67  | +46  |
| 21.° | Oeste            | 3 | 0 | 2 | 100 | 52  | +48  |
| 22.° | Andina           | 2 | 0 | 3 | 42  | 86  | -44  |
| 23.° | Formosa          | 2 | 0 | 3 | 77  | 129 | -52  |
| 24.° | Chubut           | 1 | 0 | 4 | 74  | 103 | -29  |
| 25.° | Austral          | 3 | 0 | 2 | 137 | 73  | +64  |
| 26.° | San Luis         | 2 | 0 | 3 | 62  | 92  | -30  |
| 26.° | Jujuy            | 1 | 0 | 4 | 43  | 145 | -102 |
| 28.° | Santa Cruz       | 0 | 0 | 5 | 38  | 194 | -156 |

|  | Campeón Copa de Oro.     |
|  | Campeón Copa de Plata.   |
|  | Campeón Copa de Bronce.  |
|  | Ganador Posicionamiento. |
|  | Campeón Zona Ascenso.    |

|                      |
| Buenos Aires Campeón |
| Décimo-sexto título  |

## Cuadrangular Femenino XV
En los intervalos del certamen se organizó el Primer Cuadrangular Femenino en formato de quince jugadoras en El Plumazo. Esta iniciativa fue un avance del programa de la Unión Argentina de Rugby que contempla desarrollar la competencia entre mujeres en esta modalidad, debido a que el rugby femenino en Argentina se juega principalmente en versión Seven. En el encuentro decisivo, Tucumán se impuso ante Córdoba por 5-0.
|  | Semifinales | Semifinales | Semifinales |         |         | Final            | Final            | Final            |  |
|  |             |             |             |         |         |                  |                  |                  |  |
|  |             |             |             |         |         |                  |                  |                  |  |
|  | Córdoba     | Córdoba     | 10          |         |         |                  |                  |                  |  |
|  | Córdoba     | Córdoba     | 10          |         |         |                  |                  |                  |  |
|  | Andina      | Andina      | 5           |         |         |                  |                  |                  |  |
|  | Andina      | Andina      | 5           |         | Córdoba | Córdoba          | 0                |                  |  |
|  |             |             |             |         | Córdoba | Córdoba          | 0                |                  |  |
|  |             |             | Tucumán     | Tucumán | 5       |                  |                  |                  |  |
|  | Tucumán     | Tucumán     | Tucumán     | Tucumán | 5       | 10               |                  |                  |  |
|  | Tucumán     | Tucumán     |             |         |         | 10               |                  |                  |  |
|  | Entre Ríos  | Entre Ríos  | 5           |         |         | Final 3.° puesto | Final 3.° puesto | Final 3.° puesto |  |
|  | Entre Ríos  | Entre Ríos  | 5           |         |         | Final 3.° puesto | Final 3.° puesto | Final 3.° puesto |  |
|  |             |             |             |         |         |                  |                  |                  |  |
|  |             |             |             |         |         | Andina           | Andina           | 5                |  |
|  |             |             |             |         |         | Andina           | Andina           | 5                |  |
|  |             |             |             |         |         | Entre Ríos       | Entre Ríos       | 5                |  |
|  |             |             |             |         |         | Entre Ríos       | Entre Ríos       | 5                |  |
|  |             |             |             |         |         |                  |                  |                  |  |

Semifinales
| 3 de diciembre | Córdoba | 10 - 5  | Andina | CA Estudiantes, Paraná |  |
|                |         | Reporte |        |                        |  |

| 3 de diciembre | Tucumán | 10 - 5  | Entre Ríos | CA Estudiantes, Paraná |  |
|                |         | Reporte |            |                        |  |

Final 3.° puesto
| 5 de diciembre                                                                          | Andina | 5 - 5   | Entre Ríos | CA Estudiantes, Paraná |  |
|                                                                                         |        | Reporte |            |                        |  |
| La Unión Andina de Rugby ganó el partido por haber marcado el primer try del encuentro. |        |         |            |                        |  |

Final
| 5 de diciembre | Córdoba | 0 - 5   | Tucumán | CA Estudiantes, Paraná |  |
|                |         | Reporte |         |                        |  |